# Rasmus Katholm
Rasmus Katholm, okänt födelseår, död 1581 i Grenå, var domprost i Vor Frue Kirke i Köpenhamn. Psalmförfattare representerad i bland annat Psalmebog for Kirke og Hjem.

## Psalmer
- Guds godhed vil vi prise, översättning av Paul Ebers tyska psalm ''Helft mir Gottes Güte preisen.
- Når syn og hørelse forgår, översättning av Paul Ebers tyska psalm